# Scolopendra pomacea
Scolopendra pomacea är en mångfotingart som beskrevs av Carl Ludwig Koch 1847. Scolopendra pomacea ingår i släktet Scolopendra och familjen Scolopendridae.

## Underarter
Arten delas in i följande underarter:
- S. p. pomacea
- S. p. michoacana
- S. p. minuscula